# Kgalagadi South
Kgalagadi South é um subdistrito do Botswana localizado no distrito de Kgalagadi que possuía uma população estimada de 30 016 habitantes em 2011. Conta com 21 vilas, sendo que Tshabong é a maior delas e funciona como sede distrital.